# Wacław Dudek

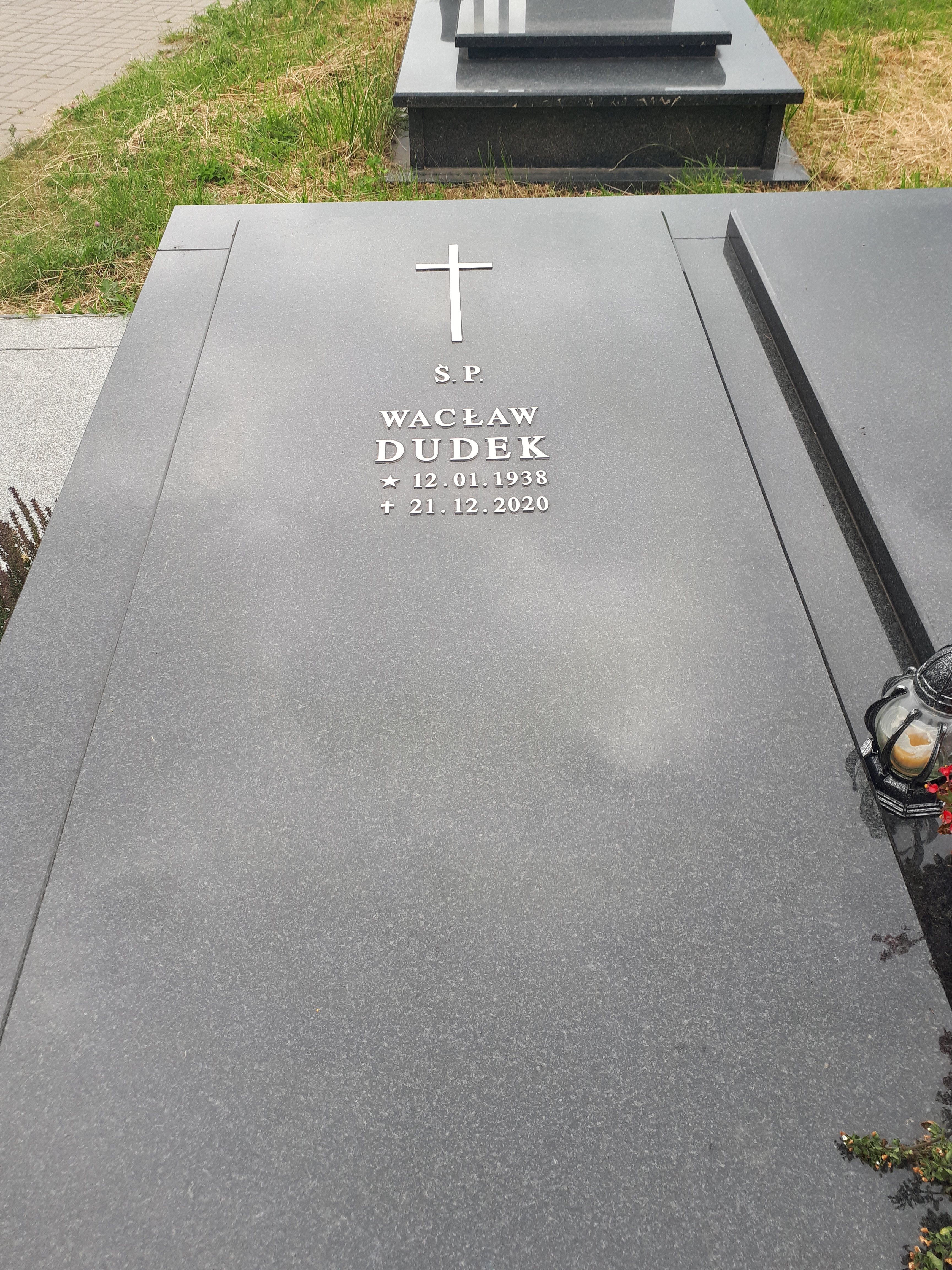
Grób Wacława Dudka na cmentarzu Dębica w Elblągu

Wacław Dudek (ur. 12 stycznia 1938 w Drążdżewie, zm. 21 grudnia 2020 w Elblągu) – polski polityk, poseł na Sejm PRL IX kadencji.

## Życiorys
Syn Józefa i Janiny. W 1956 skończył zasadniczą szkołę zawodową w Elblągu i został formierzem-odlewnikiem w Zakładach Mechanicznych im. K. Świerczewskiego. W 1964 wstąpił do Polskiej Zjednoczonej Partii Robotniczej. Od 1969 był radnym Miejskiej Rady Narodowej, a od 1973 – Wojewódzkiej Rady Narodowej w Elblągu. W latach 1985–1989 pełnił mandat posła na Sejm PRL IX kadencji w okręgu Elbląg, zasiadając w Komisji Administracji, Spraw Wewnętrznych i Wymiaru Sprawiedliwości oraz w Komisji Górnictwa i Energetyki. Otrzymał Medal 40-lecia Polski Ludowej.
Pochowany na Cmentarzu Komunalnym Dębica w Elblągu.